# Borgen (televisieserie)

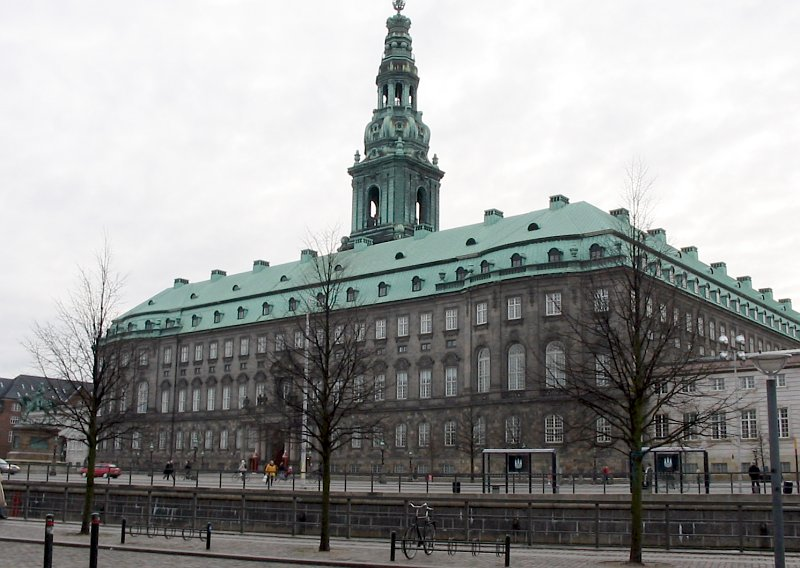
Christiansborg, de Kopenhaagse 'burcht' waarnaar de serie is genoemd.

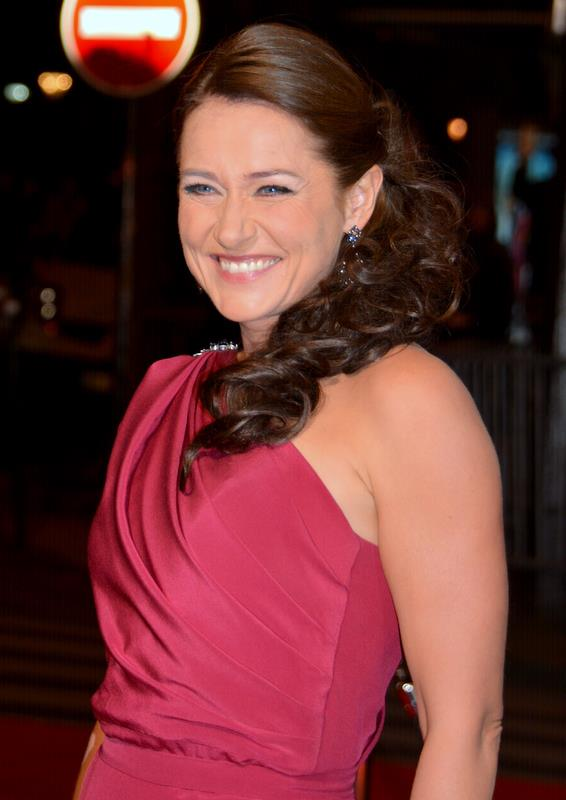
Sidse Babett Knudsen speelt de centrale rol van Birgitte Nyborg

Borgen is een Deens politiek televisiedrama van de publieke omroep DR. De eerste drie seizoenen, van elk tien afleveringen, werden uitgezonden in respectievelijk 2010, 2011 en 2013. Een vierde seizoen van acht afleveringen volgde in 2022 als coproductie van Netflix en DR. 

## Algemeen
De naam van de serie (De burcht) verwijst naar het regeringscentrum Christiansborg in Kopenhagen, het gebouw dat onder meer het Deense parlement (Folketinget) en het departement (Statsministeriet) van de premier huisvest. Hoewel de serie tot de fictie behoort en de personages, hun belevenissen en de politieke partijen dus verzonnen zijn, verwijst de plot wel naar herkenbare situaties en locaties.
De centrale figuur is politica Birgitte Nyborg, gespeeld door Sidse Babett Knudsen. In de loop van de seizoenen moet zij in haar functie van statsminister (premier) bijna dagelijks keuzes maken tussen haar oorspronkelijke idealen en de harde politieke werkelijkheid. Vertrouwensrelaties met andere politici worden regelmatig op de proef gesteld en er wordt veel gevraagd van haar vermogen om behendig te opereren. Daarbij moet zij soms haar handen vuil maken. Bovendien wordt het steeds minder mogelijk haar gezinsleven overeind te houden. Zij kan maar weinig thuis zijn, haar echtgenoot wil zelf carrière maken en haar opgroeiende zoon en dochter hebben het moeilijk. Ook de beide andere hoofdpersonages, de ambitieuze journaliste Katrine Fønsmark (Birgitte Hjort Sørensen) en de cynische spindoctor Kasper Juul (Pilou Asbæk), worden voortdurend geconfronteerd met professionele en persoonlijke dilemma's. Elke aflevering wordt voorafgegaan door een passend citaat, bijvoorbeeld van een beroemde denker over macht, zoals Niccolò Machiavelli of Bertrand Russell.
In het derde seizoen, dat twee jaar later speelt, is Birgitte Nyborg geen premier meer. Zij en Katrine Fønsmark gaan nieuwe politieke en persoonlijke uitdagingen aan. De rol van tv-journaalchef Torben Friis (Søren Malling) is geprononceerder dan in de seizoenen I en II. Zijn zekerheden worden hevig aan het wankelen gebracht. Door de veranderde Deense politieke constellatie is een aantal nieuwe personages toegevoegd. Kasper Juul treedt minder op de voorgrond en is vooral belangrijk als de vader van Katrines kind. Hij heeft de overstap gemaakt van de politiek naar de journalistiek en Katrine doet het omgekeerde.
Het vierde seizoen speelt tien jaar later. Birgitte Nyborg is minister van buitenlandse zaken. Haar verstandhouding met premier Signe Kragh (Johanne Louise Schmidt) is nogal stekelig. Sommige kijkers meenden in Kragh de Deense premier Mette Frederiksen te herkennen, maar schrijver Adam Price heeft dat met klem tegengesproken. Katrine Fønsmark is terug in de journalistiek en is pas benoemd tot tv-journaalchef, terwijl Torben Friis bij het journaal de functie heeft van bureauredacteur. Op eigen verzoek heeft hij al eerder het chefschap eraan gegeven. Kasper Juul is uit de serie verdwenen en een nieuw hoofdpersonage is Asger Holm Kirkegaard (Mikkel Boe Følsgaard), de 'Arctisch ambassadeur'. Namens minister Birgitte Nyborg houdt hij zich speciaal bezig met Groenland. De vraag hoe om te gaan met olievondsten in dat land staat centraal in dit vierde seizoen van acht delen.  
De bedenker en belangrijkste scenarioschrijver is Adam Price, die de serie schreef met Jeppe Gjervig Gram en Tobias Lindholm. Voor de afzonderlijke afleveringen werden wisselende regisseurs ingezet, met als coördinerend regisseur Søren Kragh-Jacobsen, die eerder bekroond werd met een Bodil voor de kinderfilm Gummi-Tarzan en tot de oprichters van Dogma 95 behoorde. Borgen is een productie van de Deense openbare omroep DR, die ook verantwoordelijk is voor andere internationaal succesvolle tv-dramaseries als Ørnen: En krimi-odyssé, Forbrydelsen en Livvagterne.
Adam Price gaf voor de uitzending van het derde seizoen aan dat hij dacht dat dit het laatste zou worden. Toch werd in 2022 een vierde seizoen van acht afleveringen uitgebracht, een samenwerking tussen DR en Netflix.

## Verhaal

### Seizoenen 1 en 2
Tijdens een bezoek aan Londen gebruikt de Deense premier Lars Hesselboe door onvoorziene omstandigheden een bankkaart van de staat voor privé-aankopen, met de bedoeling het geld later terug te betalen. Hij draagt zijn medewerker Ole Dahl op de terugbetaling in orde te brengen. Nog voordat Dahl dat heeft kunnen doen, sterft deze plotseling aan een hartaanval, in het bijzijn van de journaliste Katrine Fønsmark. Omdat Fønsmark niet wil dat haar relatie met de getrouwde Dahl bekend wordt, vraagt ze hulp aan haar ex-vriend Kasper Juul, spindoctor van politica Birgitte Nyborg, leidster van de landelijke partij 'De Moderate' (in het Nederlands vertaald als 'Middenpartij'). Hij ruimt alle sporen in het appartement op en vindt daarbij de afschriften van de aankopen van de premier. Omdat Nyborg weigert dit bewijsmateriaal te gebruiken voor politiek gewin en hem zelfs ontslaat, biedt Juul het Michael Laugesen aan, leider van de Arbeiderspartij. Deze zwaait tijdens het slotdebat voor de verkiezingen met de afschriften als 'bewijs' voor zijn beschuldiging dat Hesselboe privézaken betaalt uit de staatskas. Dit heeft niet alleen negatieve gevolgen voor Hesselboe, maar ook voor Laugesen zelf. De kiezers beschouwen zijn actie als laag-bij-de-gronds en straffen hem af tijdens de verkiezingen, waarna hij de politiek verlaat. Tijdens hetzelfde slotdebat voor de verkiezingen houdt Nyborg vlak voor Laugesen een verrassende en inspirerende toespraak die er mede verantwoordelijk voor is dat De Moderate een schitterend resultaat behaalt. Tijdens de onderhandelingen krijgt zij het aanbod om de eerste vrouwelijke premier van Denemarken te worden.
Als premier moet Nyborg soms keuzes maken die in strijd zijn met haar eigen moraal. Al snel besluit ze haar oude spindoctor Kasper Juul weer aan te nemen. Politici van verschillende partijen spelen allerlei spelletjes om er zelf beter van te worden, ten koste van zowel andere partijen als eigen partijgenoten. Bovendien worden al haar acties zo negatief mogelijk belicht door de rechtsgezinde sensatiekrant Express, waarvan de wrok koesterende Laugesen nu hoofdredacteur is. Ook Nyborgs privéleven wordt op de proef gesteld. Aan het begin van haar ambt krijgt ze de volle steun van thuis, maar later begint het premierschap meer tijd in beslag te nemen. Haar man Philip en kinderen Laura en Magnus hebben er steeds minder begrip voor dat hun vrouw en moeder veel van huis is. Wanneer Philip zijn nieuwe baan bij een toeleverancier van een Amerikaanse straaljagerfabrikant moet opgeven onder druk van de premier, is het voor hem einde huwelijk. Op den duur scheiden Birgitte en Philip, die inmiddels een nieuwe vriendin heeft. De gezondheid van Laura heeft te lijden onder alle gebeurtenissen. Zij krijgt angstaanvallen die na verloop van tijd uitmonden in een zenuwinzinking en opname in een privé-instelling. Haar moeder ziet zich genoodzaakt meer dan een maand zorgverlof op te nemen. De vicepremier neemt haar ambt waar. Bij haar terugkeer rakelt de oppositie de discussie op of een vrouw wel premier kan zijn.
Tegelijkertijd gaat het slecht met de psychische gesteldheid van spindoctor Juul. Hij woont samen, maar is eigenlijk nog altijd verliefd op Katrine Fønsmark. Een poging van de extreemrechtse Vrijheidspartij om kinderen jonger juridisch strafbaar te krijgen, zet een proces verder in gang dat een ernstig jeugdtrauma bij hem bovenbracht toen hij onlangs zijn vader liet cremeren. De reden dat Fønsmark ooit met hem brak, is dat hij altijd geheimen voor haar had en daar opzichtig over loog, onder meer over zijn familie. Een terugblik op zijn kinderjaren maakt duidelijk waarom hij dat deed. Juul blijkt als kleine jongen seksueel te zijn misbruikt door zijn vader, die hem bovendien ook voor seksuele handelingen ter beschikking stelde aan een paar andere volwassen mannen. Dit is pas geëindigd toen Juul zijn vader neerstak, de zaak groot nieuws werd en Juul zelf tijdelijk naar een gesloten inrichting ging voor psychische hulp. Daarna is hij zichzelf pas Kasper gaan noemen. Zijn geboortenaam is Kenneth. Met zijn familie wilde hij niets meer te maken hebben, totdat zijn moeder een klemmend beroep op hem deed na de dood van zijn vader. Op het hoogtepunt van zijn psychische nood en wanhopige verlangen naar Fønsmark, brengt hij haar een doos met spullen uit zijn kindertijd, met daarin onder meer een videoband. Wanneer zij die bekijkt, blijkt daarop een nieuwsuitzending te staan over de arrestatie van Juuls vader en de achtergronden daarvan. Zij is daarmee de eerste en enige aan wie Juul zijn geheim onthult. Fønsmark beseft dat dit voor hem het ultieme schenken van vertrouwen is en neemt hem terug. Na verloop van tijd brengt ze hem zelfs af van de overtuiging dat zijn vaders praktijken in zijn genen zitten en hij die daarom nooit door mag geven. Ze besluiten samen een kind te krijgen.
Aan het eind van het tweede seizoen schrijft premier Nyborg nieuwe verkiezingen uit.

### Seizoen 3
Bij de start van het derde seizoen is het twee jaar later. Nyborgs partij heeft de verkiezingen verloren. Lars Hesselboe is opnieuw premier. Na deze nederlaag is Nyborg het bedrijfsleven ingegaan. Juul werkt inmiddels als co-presentator van het politieke televisieprogramma Friis & Juul op TV1. Fønsmark en hij zijn de ouders van zoontje Gustav, maar niet meer bij elkaar. Ze zijn wel nog steeds bevriend en proberen het co-ouderschap samen zo goed mogelijk in overleg in te vullen voor hun kind. Nyborg besluit terug te keren in de politieke arena, omdat ze van mening is dat De Moderate een te rechtse koers is gaan varen. De partij lijkt zelfs mee te gaan in Hesselboes visie op immigratie, wat voor De Moderate altijd een kernpunt was. Nadat de nieuwe partijleider Jacob Kruse haar aanbod om aan zijn zijde terug te keren afwijst, daagt ze hem uit als partijleider. Daarbij krijgt ze hulp van haar oude raadgever Bent Sejrø en Fønsmark, die haar nieuwe perschef wordt. De drie zoeken medestanders. Vooraanstaand partijlid Jon Berthelsen spreekt tijdens het partijcongres, een maand later, openlijk zijn steun voor haar uit. Even later blijkt dat Kruse een politiek akkoord heeft gesloten, wat zijn aanzien doet stijgen. Wanneer vervolgens de stemming over de partijleider plaatsvindt, verliest Nyborg nipt van Kruse. Ze toont zich strijdbaar en richt een nieuwe partij op, 'De Nye Demokrater' (De Nieuwe Democraten). Hiermee wil ze De Moderate verdringen als leidende middenpartij. Ze krijgt zowel Jon Berthelsen als Nete Buch zover om De Moderate te verlaten en Erik Hoffmann komt over van Nieuw Rechts, dat in zijn ogen veel te ver gaat in de immigratiewetgeving. Hij heeft een Ethiopische vrouw en met haar een half-Ethiopische zoon, die inmiddels bij de minste overtreding het land kan worden uitgezet dankzij een wet waar hij zelf voor stemde, omdat hij zich daar bij Nieuws Rechts gedwongen toe voelde.
Bij TV1 rommelt het sinds Fønsmarks vertrek. Journaal-hoofdredacteur Torben Friis krijgt het steeds moeilijker in zijn persoonlijke en professionele leven. Zijn buitenechtelijke affaire met collega Pia Munk brengt zijn huwelijk in gevaar en aan zijn redactionele autonomie wordt zwaar getornd door de nieuwe veel jongere programmadirecteur Alexander Hjort, die meer waarde hecht aan kijkcijfers dan aan inhoud. Hoe meer hij die zijn zin geeft, hoe meer zijn redactieleden in opstand komen. Wanneer hij voorrang geeft aan hun en zijn eigen journalistieke beweegredenen, dan moet hij bij Hjort op het matje komen.
Terwijl Lars Hesselboe plotseling tot ieders verrassing nieuwe verkiezingen uitschrijft, wordt Birgitte een maand lang behandeld met bestraling na chirurgie wegens een voorstadium van borstkanker. Nete Buch wordt ontmaskerd als mol van de partijleider van De Moderate en weggestuurd. Birgitte start de verkiezingscampagne mat, maar wordt allengs strijdbaarder als ze kankervrij wordt verklaard. Als enige van de acht partijen stelt ze zich onafhankelijk op en in het slotdebat vloert ze Kruse met argumenten, en niet met zijn alcoholveroordeling, zoals haar oude en nieuwe spindoctor hadden bekokstoofd.
Op de verkiezingsdag wordt Torben Friis op aansporing van Alexander Hjort op staande voet ontslagen. Na een opstand van de redactie keert hij terug en in de ochtend na de verkiezingen moet Alexander op zijn beurt zijn biezen pakken. Birgitte haalt met haar nieuwe partij 13 zetels en kan zo in de nacht na de verkiezingen bepalen hoe Denemarken geregeerd zal worden. In de verkiezingsnacht wijst ze een aanbod om opnieuw premier te worden in een centrumlinkse regering af. Ze wordt in een regering onder leiding van de zittende premier minister van Buitenlandse Zaken en haalt twee andere ministeries binnen voor de Nieuwe Democraten.

### Seizoen 4
Het vierde seizoen met de titel Borgen - Riget, Magten, og Æren (Borgen - Power & Glory) speelt zich ongeveer tien jaar na het derde af. Birgitte Nyborg is minister van buitenlandse zaken en nog steeds partijleider van de Nieuwe Democraten. Haar partijgenoot Jon Berthelsen is minister van justitie. Haar inmiddels volwassen zoon Magnus, activist in een dierenbevrijdingsfront, brengt zijn moeder daarmee in de problemen. Birgitte heeft moeite het gezag van 'Statsminister' (premier) Signe Kragh van de Arbeiderspartij te aanvaarden. Volgens Birgittes oude strijdmakker Bent Sejrø is Kragh "te snel aan de macht gekomen". Als Kragh probeert Birgittes oude tegenstander Michael Laugesen te benoemen tot stafchef met een sleutelpositie, weet Birgitte dat te verijdelen. Het vergroot de animositeit tussen beide vrouwen.
In Groenland, dat bij Denemarken hoort maar een eigen regering heeft, is olie gevonden. De Groenlanders kijken begerig naar de inkomsten die rijkelijk uit de oliewinning zullen vloeien en denken daarmee hun onafhankelijkheid te kunnen financieren. Denemarken wil de zeggenschap hierover niet zomaar uit handen geven en er zijn ook zorgen over de klimaatverandering die Groenland bedreigt. Buitenlandse mogendheden als de VS en China zijn geïnteresseerd in de Groenlandse bodemschatten. Dat Birgitte gezwegen heeft over het feit dat een criminele Russische oligarch daarin aandelen heeft verworven, brengt haar positie in gevaar. Birgitte benoemt de jonge ambtenaar Asger Holm Kirkegaard tot ambassadeur voor het poolgebied. Hij raakt persoonlijk betrokken bij de Groenlandse ontwikkelingen en verliest de professionele grenzen uit het oog.
Laugesen fungeert in het geheim als een spindoctor voor Birgitte, die probeert haar gedaalde populariteit bij het grote publiek terug te winnen. Jon Berthelsen verwijt haar dat ze de uitgangspunten van de Nieuwe Democraten uit het oog verliest en de klimaatminister Nadia Barazani neemt zelfs ontslag en verlaat de partij. Birgitte verbaast haar ambtenaren, haar partijgenoten en ook externe gesprekspartners door politieke koerswijzigingen die als opportunistisch worden beschouwd en door het afsteken van plotselinge tirades, die mogelijk samenhangen met haar opvliegers.
Ook Katrine Fønsmark verslikt zich in problemen. Als pasbenoemd journaalchef bij TV1 maakt ze zich al snel impopulair bij haar medewerkers door het nemen van beslissingen die autoritair overkomen. Samen met Torben Friis, die haar blijft steunen, is ze gespitst op de politieke machinaties van haar vroegere baas Birgitte Nyborg. De vader van Katrines kind, de vroegere spindoctor Kasper Juul, komt in het vierde seizoen niet meer voor. Ze woont nu samen met Søren Ravn, dezelfde die in seizoen drie de Nieuwe Democraten hielp als economisch adviseur.

## Personages
| Acteur                        | Personage                 | Seizoen | Seizoen | Seizoen | functie (aflevering)                                                                                             | Partij                         |
| Acteur                        | Personage                 | 1       | 2       | 3       | functie (aflevering)                                                                                             | Partij                         |
| ----------------------------- | ------------------------- | ------- | ------- | ------- | --- | ------------------------------ |
| Sidse Babett Knudsen          | Birgitte Nyborg           |         |         |         | premier (2 t/m 20) partijleider van de Middenpartij (1 t/m 20) partijleider van de Nieuwe Democraten (22 t/m 30) | Middenpartij Nieuwe Democraten |
| Pilou Asbæk                   | Kasper Juul               |         |         |         | Birgittes spindoctor (1, 3 t/m 20) journalist (21 t/m 30)                                                        | Middenpartij                   |
| Birgitte Hjort Sørensen       | Katrine Fønsmark          |         |         |         | journaliste (1 t/m 20) Birgittes perschef (21 t/m 30)                                                            | Nieuwe Democraten              |
| Lars Knutzon                  | Bent Sejrø                |         |         |         | Birgittes politieke vertrouwenspersoon en leermeester minister van Financiën (2 t/m 10)                          | Middenpartij Nieuwe Democraten |
| Søren Malling                 | Torben Friis              |         |         |         | journaalchef TV1 (1 t/m 30)                                                                                      |                                |
| Benedikte Hansen              | Hanne Holm                |         |         |         | journaliste (1 t/m 30)                                                                                           |                                |
| Peter Mygind                  | Michael Laugesen          |         |         |         | hoofdredacteur Ekspres (3 t/m 30) partijleider van de Arbeiderspartij (1 t/m 2)                                  | Arbeiderspartij                |
| Søren Spanning                | Lars Hesselboe            |         |         |         | premier (1 t/m 2, 21 t/m 30) partijleider van de Liberalen (1 t/m 30)                                            | Liberalen                      |
| Mikael Birkkjær               | Philip Christensen        |         |         |         | Birgittes echtgenoot (1 t/m 10) vader van Laura en Magnus                                                        |                                |
| Freja Riemann                 | Laura Nyborg Christensen  |         |         |         | Birgittes dochter                                                                                                |                                |
| Emil Poulsen Dam              | Magnus Nyborg Christensen |         |         |         | Birgittes zoon                                                                                                   |                                |
| Flemming Sørensen             | Bjørn Marrot              |         |         |         | partijleider van de Arbeiderspartij (2 t/m 13) minister van Buitenlandse Zaken (2 t/m 13)                        | Arbeiderspartij                |
| Lars Brygmann                 | Troels Höxenhaven         |         |         |         | partijleider van de Arbeiderspartij (13 t/m 14) minister van Justitie (2 t/m 14 )                                | Arbeiderspartij                |
| Bjarne Henriksen              | Hans Christian Thorsen    |         |         |         | partijleider van de Arbeiderspartij (14 t/m 30) minister van Defensie (2 t/m 20)                                 | Arbeiderspartij                |
| Dar Salim                     | Amir Diwan                |         |         |         | partijleider van de Groenen en minister van Klimaat (2 t/m 15) vredesonderhandelaar (17 t/m 18)                  | Groenen                        |
| Morten Kirkskov               | Niels Erik Lund           |         |         |         | secretaris-generaal                                                                                              |                                |
| Signe Egholm Olsen            | Anne Sophie Lindenkrone   |         |         |         | partijleider van de Solidariteitsunie (1 t/m 30)                                                                 | Solidariteitsunie              |
| Ole Thestrup                  | Svend Åge Saltum          |         |         |         | partijleider van de Vrijheidspartij (1 t/m 30)                                                                   | Vrijheidspartij                |
| Jannie Faurschou              | Yvonne Kjær               |         |         |         | partijleider van Nieuw Rechts (1 t/m 30)                                                                         | Nieuw Rechts                   |
| Jens Jacob Tychsen            | Jacob Kruse               |         |         |         | partijleider van de Middenpartij (21 t/m 30) Eurocommissaris (12 )                                               | Middenpartij                   |
| Jens Albinus                  | Jon Berthelsen            |         |         |         | politicus | Middenpartij Nieuwe Democraten |
| Julie Agnete Vang Christensen | Nete Buch                 |         |         |         | politicus | Middenpartij Nieuwe Democraten |
| Kristian Halken               | Erik Hofmann              |         |         |         | politicus | Nieuw Rechts Nieuwe Democraten |
| Lars Mikkelsen                | Søren Ravn                |         |         |         | econoom | Nieuwe Democraten              |

Legenda
| Hoofdrol |
| Bijrol   |
| Gastrol  |
| Geen rol |

## Verspreiding
- Borgen is of wordt in vele landen buiten Denemarken uitgezonden, door onder meer BBC Four, ARTE en op de betaaltelevisiezenders Film1 (Nederlands) en Prime (Vlaams).
- Nadat alle 20 afleveringen van seizoen 1 en 2 waren verschenen op dvd met Nederlandstalige ondertiteling, hebben de Vlaamse en Nederlandse publieke omroepen de series 1, 2 en later ook serie 3 aangekocht. Canvas zond Borgen uit vanaf 5 september 2012, de VARA vanaf 17 januari 2013. Canvas zond vanaf 12 maart 2013 ook making-of-afleveringen uit in het programma Login.
- De makers van Borgen hebben zich laten inspireren door de Amerikaanse serie The West Wing, maar omgekeerd kondigde het netwerk NBC in september 2011 een Amerikaanse remake van Borgen aan. Een pilotaflevering zou volgens dit bericht worden gemaakt door David Hudgins en Jason Katims, bekend van Friday Night Lights en Parenthood.
- Het personage Birgitte Nyborg zou gemodelleerd zijn naar de Deense politica Margrethe Vestager.[5] Een andere bron van inspiratie zou de voormalige Deense premier Helle Thorning-Schmidt zijn.

## Prijzen
- Borgen kreeg in 2010 de Prix Italia voor beste televisieserie.
- In 2011 ontving Sidse Babett Knudsen bij het Festival de télévision de Monte-Carlo de Gouden Nimf voor beste actrice in een dramaserie.
- Bij het Festival International des Programmes Audiovisuels (FIPA) in Biarritz werd in 2011 aan de makers van Borgen tweemaal de FIPA Grand Prix uitgereikt: voor de beste tv-serie en voor de beste soundtrack, die gecomponeerd is door Halfdan E (artiestennaam van Halfdan E. Nielsen).
- Borgen won de BAFTA 2012 voor het beste internationale televisiedrama.

## Afleveringen

### Seizoen 1
| Aflevering | Deense titel                  | Nederlandse titel             | Première (DR1)    | Vlaamse uitzending (Canvas) | Nederlandse uitzending (VARA) |
| ---------- | ----------------------------- | ----------------------------- | ----------------- | --------------------------- | ----------------------------- |
| 1.01       | Dyden i midten                | De deugd in het midden        | 26 september 2010 | 5 september 2012            | 17 januari 2013               |
| 1.02       | Tæl til 90                    | Tel tot 90                    | 3 oktober 2010    | 12 september 2012           | 24 januari 2013               |
| 1.03       | Det muliges kunst             | De kunst van het mogelijke    | 10 oktober 2010   | 19 september 2012           | 31 januari 2013               |
| 1.04       | Hundrede dage                 | Honderd dagen                 | 17 oktober 2010   | 3 oktober 2012              | 7 februari 2013               |
| 1.05       | Mænd der elsker kvinder       | Mannen die van vrouwen houden | 24 oktober 2010   | 10 oktober 2012             | 14 februari 2013              |
| 1.06       | Statsbesøg                    | Staatsbezoek                  | 31 oktober 2010   | 17 oktober 2012             | 21 februari 2013              |
| 1.07       | Ikke se, ikke høre, ikke tale | Horen, zien en zwijgen        | 7 november 2010   | 24 oktober 2012             | 28 februari 2013              |
| 1.08       | Agurketid                     | Komkommertijd                 | 14 november 2010  | 31 oktober 2012             | 7 maart 2013                  |
| 1.09       | Del og hersk                  | Verdeel en heers              | 21 november 2010  | 7 november 2012             | 14 maart 2013                 |
| 1.10       | Første tirsdag i oktober      | Eerste dinsdag van oktober    | 28 november 2010  | 14 november 2012            | 21 maart 2013                 |

### Seizoen 2
| Aflevering | Deense titel                               | Nederlandse titel                          | Première (DR1)    | Vlaamse uitzending (Canvas) | Nederlandse uitzending (VARA) |
| ---------- | ------------------------------------------ | ------------------------------------------ | ----------------- | --------------------------- | ----------------------------- |
| 2.01       | 89.000 børn                                | 89.000 kinderen                            | 25 september 2011 | 11 januari 2013             | 5 september 2013              |
| 2.02       | I Bruxelles kan ingen høre dig skrige      | In Brussel hoort niemand je schreeuwen     | 2 oktober 2011    | 11 januari 2013             | 12 september 2013             |
| 2.03       | Den sidste arbejder                        | De laatste arbeider                        | 9 oktober 2011    | 18 januari 2013             | 19 september 2013             |
| 2.04       | Op til kamp                                | Klaar voor de strijd                       | 16 oktober 2011   | 18 januari 2013             | 26 september 2013             |
| 2.05       | Plant et træ                               | Plant een boom                             | 23 oktober 2011   | 25 januari 2013             | 3 oktober 2013                |
| 2.06       | Dem & os                                   | Zij en wij                                 | 30 oktober 2011   | 25 januari 2013             | 10 oktober 2013               |
| 2.07       | Hvad indad tabes, skal udad vindes         | Verlies je binnen, win dan buiten          | 6 november 2011   | 1 februari 2013             | 17 oktober 2013               |
| 2.08       | Hvad indad tabes, skal udad vindes - del 2 | Verlies je binnen, win dan buiten - deel 2 | 13 november 2011  | 1 februari 2013             | 24 oktober 2013               |
| 2.09       | Privatlivets fred                          | Rust in het privéleven                     | 20 november 2011  | 8 februari 2013             | 31 oktober 2013               |
| 2.10       | En bemærkning af særlig karakter           | Een zwaarwichtige mededeling               | 27 november 2011  | 8 februari 2013             | 7 november 2013               |

### Seizoen 3
| Aflevering | Deense titel               | Nederlandse titel                 | Première (DR1)   | Vlaamse uitzending (Canvas) | Nederlandse uitzending (VARA) |
| ---------- | -------------------------- | --------------------------------- | ---------------- | --------------------------- | ----------------------------- |
| 3.01       | I Danmark er jeg født      | Denemarken is mijn geboorteland   | 1 januari 2013   | 18 maart 2014               | 3 februari 2014               |
| 3.02       | Med lov skal land bygges   | Op wetten bouwt men het land      | 6 januari 2013   | 25 maart 2014               | 10 februari 2014              |
| 3.03       | Den rigtige nuance af brun | De juiste tint bruin              | 13 januari 2013  | 1 april 2014                | 17 februari 2014              |
| 3.04       | Den enes død...            | De één z'n dood...                | 27 januari 2013  | 8 april 2014                | 24 februari 2014              |
| 3.05       | Du skal ikke bedrive hor   | Gij zult geen overspel plegen     | 3 februari 2013  | 15 april 2014               | 3 maart 2014                  |
| 3.06       | Fortidens sønner           | Zonen van het verleden            | 10 februari 2013 | 22 april 2014               | 10 maart 2014                 |
| 3.07       | Faldet                     | De val                            | 17 februari 2013 | 29 april 2014               | 17 maart 2014                 |
| 3.08       | Man har et standpunkt...   | Niets zo veranderlijk als de mens | 24 februari 2013 | 6 mei 2014                  | 24 maart 2014                 |
| 3.09       | Fornuft og følelse         | Verstand en gevoel                | 3 maart 2013     | 13 mei 2014                 | 31 maart 2014                 |
| 3.10       | Valget                     | Verkiezingen                      | 10 maart 2013    | 20 mei 2014                 | 7 april 2014                  |

## Toneelversie
Het Noord Nederlands Toneel besloot als eerste de toneelversie van Borgen op de planken te brengen. Adam Price gaf zijn volledige medewerking.